# Iosif Balint
Iosif Balint este un fost senator român în legislatura 2000-2004 ales în județul Neamț pe listele partidului PRM. Iosif Balint l-a înlocuit în Senat pe senatorul Dumitru Badea de la data de 29 iunie 2004. 
În 2009, Iosif Balint este director la firma de construcții Bifcons SRL din Piatra Neamț.